# Isamu Akasaki

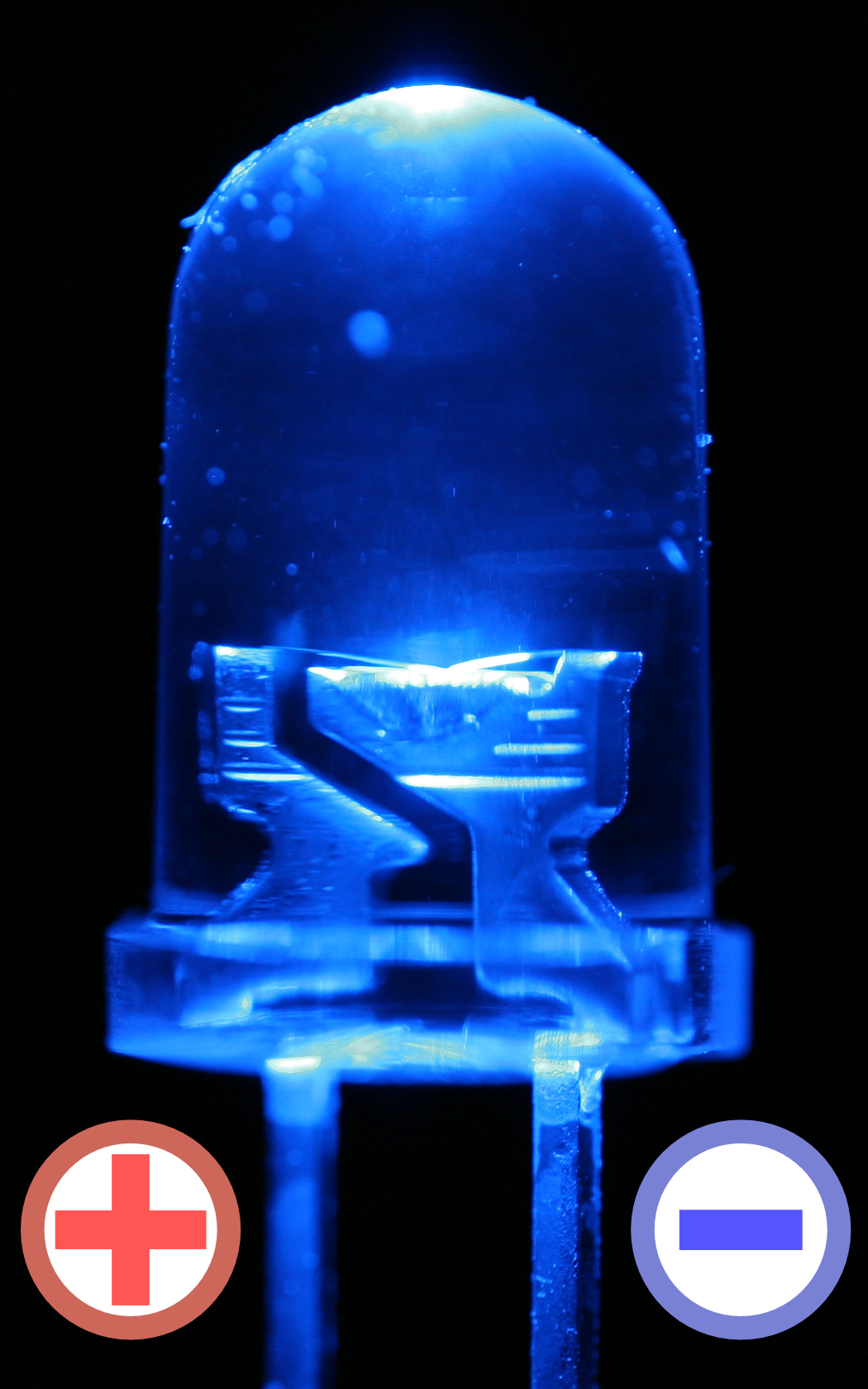
Led azul y sus polos.

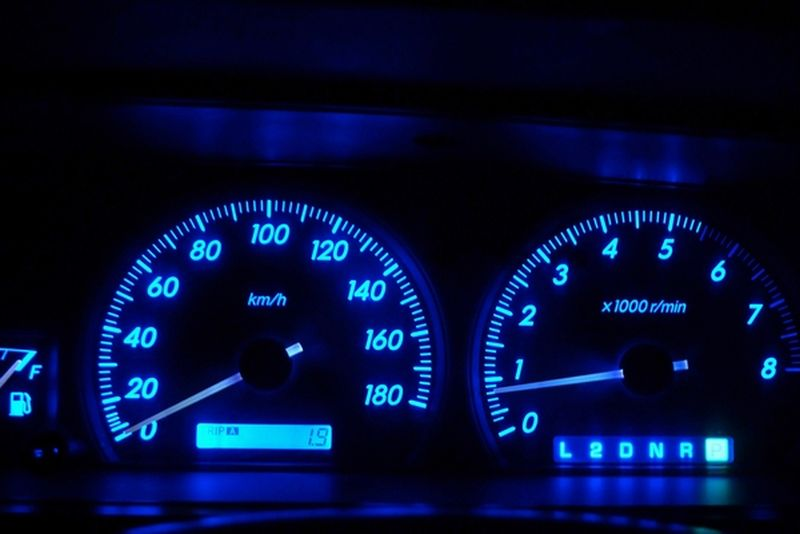
Aplicación de ledes en el día a día.

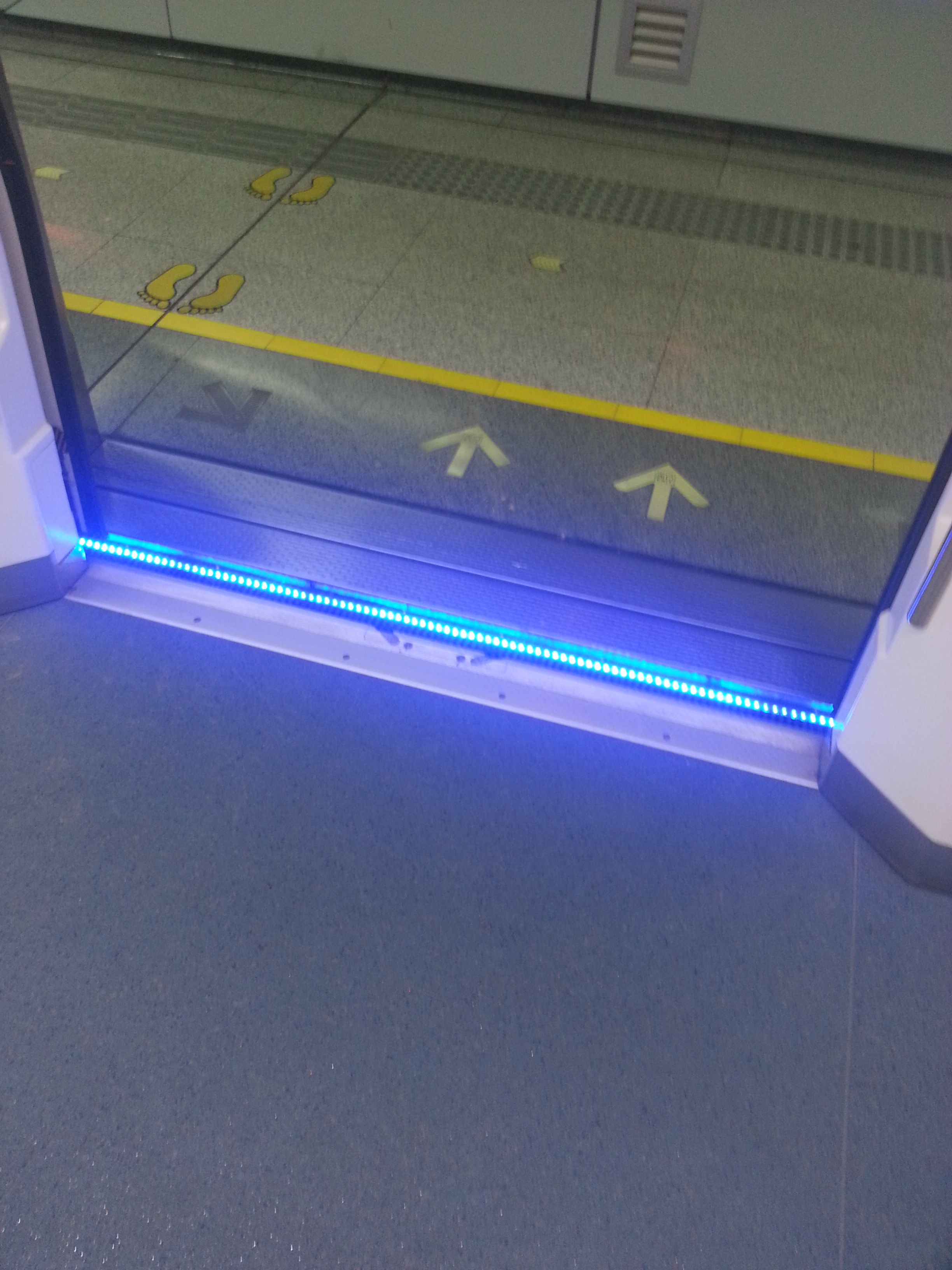
Ledes en el Metro.

Isamu Akasaki (赤崎 勇 Akasaki Isamu?) (Chiran (luego fusionada a Minamikyūshū), Prefectura de Kagoshima, 30 de enero de 1929-Nagoya, 1 de abril de 2021) fue un ingeniero electrónico y científico japonés, profesor emérito de la Universidad de Nagoya. En 2014 recibió el Premio Nobel de Física, junto a Shūji Nakamura y Hiroshi Amano, «por la invención de eficientes diodos de emisión de luz azules, que han hecho posibles las fuentes de luz blanca brillantes y de bajo consumo», y la Medalla Edison IEEE en 2011.

## Biografía
En 1952 se graduó en la Universidad de Kioto, en ingeniería electrónica, obteniendo un M.Sc. en la misma materia en 1964. Comenzó trabajando con ledes de luz azul de NGa a finales de los 60. Con su labor, fue mejorando la calidad de los cristales de GaN y su electrónica en el Matsushita Research Institute Tokyo, Inc.(MRIT), donde se decidió a adoptar la deposición de vapor mediante procesos químicos organometálicos (MOVPE) como método preferido de crecimiento para el GaN. En esa etapa, coinventó el primer led de alto brillo de Nitruro de galio (GaN) de alto brillo.
En 1981 inició de nuevo los procesos de crecimiento de GaN por MOVPE en la Universidad de Nagoya (estatal), y en 1985, con su grupo, tuvo éxito en el crecimiento de GaN de alta calidad sobre sustrato de zafiro por la tecnología de capa amortiguadora pionera de baja temperatura (LT).
En 2014 le fue concedido el Premio Nobel de Física junto a Shūji Nakamura y Hiroshi Amano.

## Ámbito profesional
- 1952-1959		Investigador Científico Kobe Kogyo Corporation (hoy, Fujitsu Ltd.)
- 1959-1964 	Investigador Asociado, Profesor Asistente y profesor asociado, Departamento de Electrónica de la Universidad de Nagoya
- 1964-1974 	Jefe del Laboratorio de Investigación Básica 4, Matsushita Research Institute Tokyo, Inc.
- 1974-1981 	Gerente General del Departamento de Semiconductores (en el mismo instituto que el anterior)
- 1981-1992 	Profesor en el Departamento de Electrónica de la Universidad de Nagoya
- 1987-1990 	Líder de Proyecto de "Investigación y Desarrollo de diodo emisor de luz azul GaN", patrocinado por el Organismo Japonés de Ciencia y Tecnología (JST)
- 1992–hoy 	Profesor Emérito de la Univ. Nagoya, Profesor de la Univ. Meijo
- 1993-1999 	Líder de Proyecto de "Investigación y Desarrollo de diodo emisor de luz azul GaN", patrocinado por el Organismo Japonés de Ciencia y Tecnología (JST)
- 1995-1996 	Profesor visitante del Centro de Investigación para la interfaz de Electrónica Cuántica de la Universidad de Hokkaido
- 1996-2001 	Líder de Proyectos de la Sociedad Japonesa para la Promoción de la Ciencia (JSPS) “Investigación para el "Programa Future"”
- 1996-2004 	Líder del proyecto del “Centro de Alta Tecnología de Semiconductores de Nitruros" en la Univ. Meijo, auspicio del MEXT

| Y otros usos de los ledes... | más originales. |

- 2001–hoy	Investigador del Centro Akasaki de Investigación de la Universidad de Nagoya
- 2003-2006 	Pte. del "Comité Estratégico de I + D en dispositivos inalámbricos basados en Semiconductores de nitruros” auspicio del METI
- 2004–hoy Director del Centro de Investigación de Semiconductores de nitruros de la Universidad Meijo

## Honores y galardones

### Científicos y académicos
- 1989 Galardón Japanese Association for Crystal Growth (JACG)
- 1991 Premio Cultural Chu-Nichi[9]
- 1994 Galardón Technological Contribution, Japanese Association for Crystal Growth in commemoration of its 20th anniversary
- 1995 Medalla de Oro Heinrich Welker, the International Symposium on Compound Semiconductors
- 1996 Galardón Engineering Achievement, the Institute of Electrical and Electronics Engineers / Lasers Electro-Optics Society
- 1998 Galardón Inoue Harushige, Japan Science and Technology Agency
- 1998 Premio C&C, the Nippon Electric Company Corporation[10]
- 1998 Premio Laudise, the International Organization for Crystal Growth[11]
- 1998 Galardón Jack A. Morton, the Institute of Electrical and Electronics Engineers[12]
- 1998 Premio Rank, the Rank Prize Foundation[13]
- 1999 Miembro, the Institute of Electrical and Electronics Engineers[14]
- 1999 Galardón Gordon E. Moore, the Electrochemical Society[15]
- 1999 Doctorado honoris causa, Universidad de Montpellier II
- 1999 Premio Toray Science and Technology, Toray Science Foundation[16]
- 2001 Premio Asahi, the Asahi Shinbun Cultural Foundation[17]
- 2001 Doctorado honoris causa, Linkoping University
- 2002 Galardón Outstanding Achievement, the Japan Society of Applied Physics
- 2002 Premio Fujihara, the Fujihara Foundation of Science[18]
- 2002 Galardón Takeda, the Takeda Foundation[19]
- 2003 Galardón Presidencial, the Science Council of Japan (SCJ)[20]
- 2003 Galardón Solid State Devices & Materials (SSDM)
- 2004 Premio Tokai TV Culture
- 2004 Profesor de la Univ. de Nagoya
- 2006 Galardón John Bardeen, the Minerals, Metals & Materials Society[21]
- 2006 Galardón Outstanding Achievement, the Japanese Association for Crystal Growth
- 2007 Galardón Honorable Lifetime Achievement, 162º Research Committee on Wide Bandgap Semiconductor Photonic and Electronic Devices, Japan Society for the Promotion of Science (JSPS)
- 2008 Asociado extranjero, the US National Academy of Engineering[22]
- 2009 Premio Kioto en tecnología avanzada, por la Fundación Inamori[23]
- 2010 Lifetime Professor, Meijo University
- 2011 Medalla Edison IEEE, the Institute of Electrical and Electronics Engineers[4]
- 2011 Galardón especial por Intellectual Property Activities, the Japan Science and Technology Agency
- 2011 Premio honorable Minami-Nippon Culture
- 2014 Premio Nobel de Física con los profs. Shuji Nakamura y Hiroshi Amano[5]
- 2015 Premio Charles Stark Draper[24]

### Nacionales
- 1997 Medalla al Honor, con cinta púrpura - The Medal with Purple Ribbon, the Japanese Government[25]
- 2002 Orden de Sol Naciente, Gold Rays with Neck Ribbon, the Japanese Government[26]
- 2004 Persona de Mérito Cultural, Gobierno de Japón
- 2011 Orden de la Cultura, emperador japonés[27][28][29]